# Municipio de Lenton
El municipio de Lenton (en inglés: Lenton Township) es un municipio ubicado en el condado de Stutsman en el estado estadounidense de Dakota del Norte. En el año 2010 tenía una población de 64 habitantes y una densidad poblacional de 0,68 personas por km².

## Geografía
El municipio de Lenton se encuentra ubicado en las coordenadas 46°45′47″N 98°53′7″O / 46.76306, -98.88528. Según la Oficina del Censo de los Estados Unidos, el municipio tiene una superficie total de 93,74 km², de la cual 93,69 km² corresponden a tierra firme y (0,05 %) 0,05 km² es agua.

## Demografía
Según el censo de 2010, había 64 personas residiendo en el municipio de Lenton. La densidad de población era de 0,68 hab./km². De los 64 habitantes, el municipio de Lenton estaba compuesto por el 98,44 % blancos, el 1,56 % eran asiáticos. Del total de la población el 0 % eran hispanos o latinos de cualquier raza.